# День храбрости

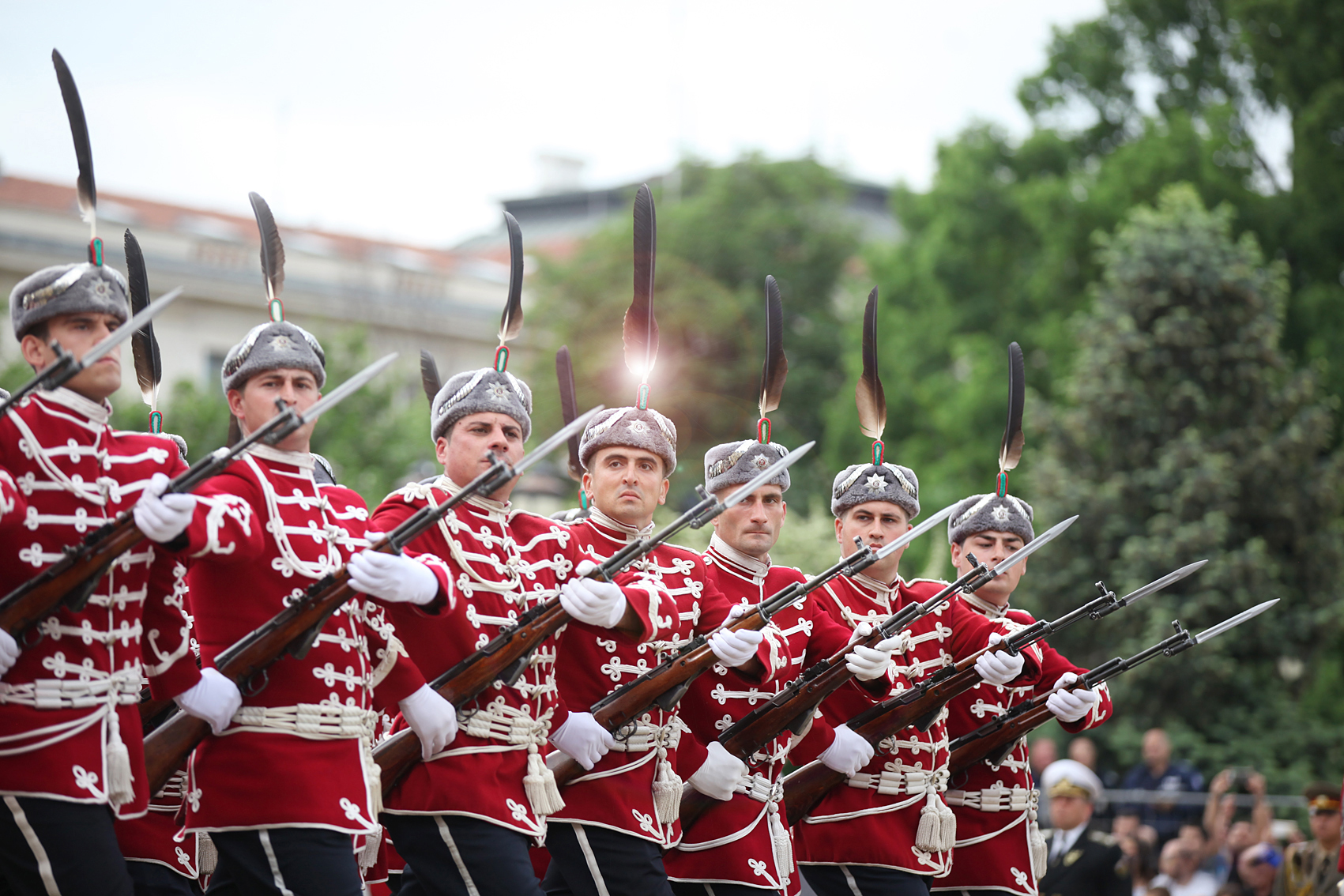
Праздничный парад 2018 года

День храбрости и болгарской армии или День Святого Георгия (болг. Гергьовден, Ден на храбростта и Българската армия) — официальный национальный болгарский праздник — день болгарской армии. Отмечается ежегодно 6 мая. Назван в честь святого Георгия Победоносца.

## История
Исторически праздник являлся религиозным (согласно болгарским православным верованиям святой Георгий покровительствовал пастухам).
В новом качестве праздник был официально учрежден 9 января 1880 года указом № 5 князя Александра I Баттенберга. Несколькими днями ранее указом № 1 также был учрежден военный орден «За храбрость», которым награждались отличившиеся на поле боя.
С 1946 по 1993 годы праздник, как религиозный и не сопоставимый с коммунистическим режимом, официально не отмечался. 27 января 1993 года постановлением Совета министров Болгарии праздник был восстановлен.
В настоящее время праздник торжественно отмечается, в том числе проведением военного парада в Софии.